# Li Lingwei
Li Lingwei, född 26 januari 1989, är en friidrottare från Kina. Han deltog vid olympiska sommarspelen 2012.